# Pseudacherontides bulgaricus
Pseudacherontides bulgaricus är en urinsektsart som först beskrevs av Olga M. Martynova och al. 1971.  Pseudacherontides bulgaricus ingår i släktet Pseudacherontides och familjen Hypogastruridae. Inga underarter finns listade i Catalogue of Life.